# Frederic S. Webster

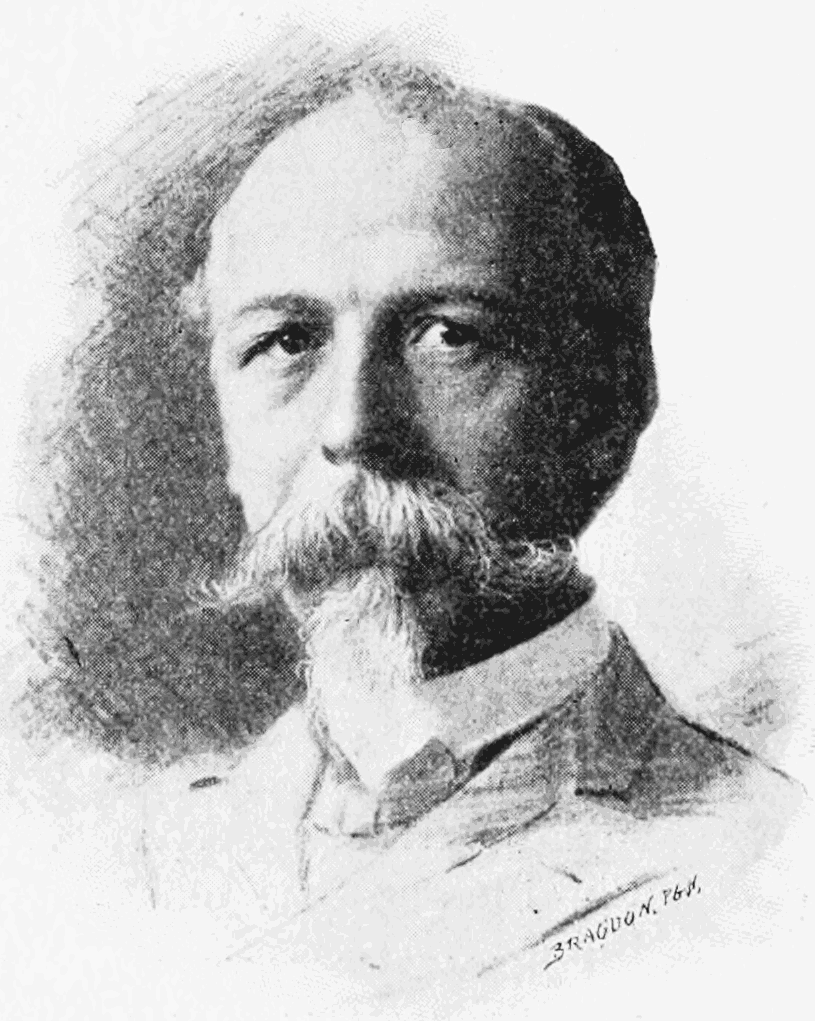
Frederic S. Webster, Abbildung aus Popular Science Monthly, 1901.

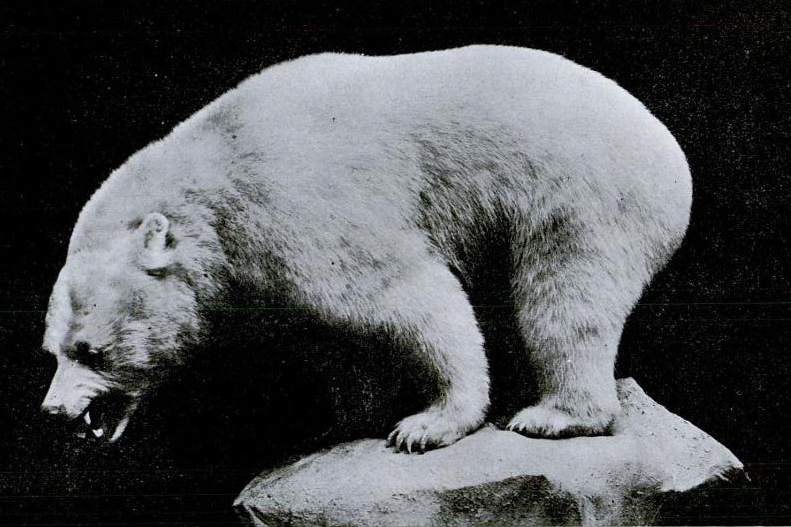
Von Webster präparierter Kermodebär (um 1905)

Frederic S. Webster (* im 19. Jahrhundert; † im 20. Jahrhundert) war ein US-amerikanischer Taxidermist.
Webster war immer darum bemüht, die präparierten Tiere in möglichst lebensechter Umgebung und Haltung darzustellen. In den 1860er Jahren fotografierte er seine ausgestopften Vögel vor gemalten Kulissen und verkaufte die Bilder als Lehrmaterial an Schulen. Er sollte später auch einer der ersten Museumstaxidermisten werden, die die Tiere in dioramaartigen Gruppen anordneten.
Webster arbeitete zeitweise als Angestellter des Ward’s Natural Science Establishments wie später auch William Temple Hornaday und gehörte zu den Gründern der Society of American Taxidermists. 1886 trat er als heftiger Kritiker der neuen Vogelschutzgesetze hervor und stellte fest, dass hier eher eine Feind- als eine Freundschaft zwischen Ornithologen und Taxidermisten geschaffen werde, denn die strikten Auflagen schienen ihm geschäftsschädigend für die freiberuflichen Tierpräparatoren.
Ab 1897 arbeitete er für das Carnegie Museum of Natural History. 1899 restaurierte er hier eine Gruppe, die Jules Verreaux 1867 geschaffen hatte: den Überfall zweier Löwen auf einen arabischen Kamelreiter. Um 1900 präparierte er dort ein Bärenfell, das einem Angestellten von Arnold, Constable & Co. als Eisbärenfell verkauft worden war. 1905 stellte sich dann heraus, dass es sich bei Websters Werk um den wohl ersten ausgestopften Ursus americanus kermodei handelte.
Ein anderes bekanntes Tier, das er präparierte, war Old oder Little Sorrel, ein Morganpferd, das den gesamten Amerikanischen Bürgerkrieg mitgemacht hatte und 1886 im Alter von 36 Jahren gestorben war. Zuvor hatte Webster Rienzi ausgestopft, das Pferd von General Philip Sheridan, das sich heute im Smithsonian in Washington befindet. Old Sorrel hatte General Stonewall Jackson gehört und ihn in der Schlacht getragen, in der er getötet wurde. Old Sorrel wurde nach einer neuartigen Methode präpariert und zunächst in Websters Werkstatt in der Pennsylvania Avenue in Washington ausgestellt. Das Skelett des Pferdes wurde 1903 dem Carnegie Institute in Pittsburgh übergeben, was aber vielen Südstaatlern ein Dorn im Auge war. 1949 wurde das Skelett ins Virginia Military Institute überführt, wo sich inzwischen auch das ausgestopfte Pferd befand. 1997 wurde das Skelett bestattet. Das präparierte Tier, dessen Haare als Glücksbringer galten, wurde nach und nach von den Besuchern gerupft, besteht heute kaum mehr aus Originalteilen, ist aber noch ausgestellt.